# مارتن لامبريشت
مارتن لامبريشت (بالسويدية: Martin Lamprecht)‏ هو متسابق خماسي حديث سويدي، ولد في 31 مايو 1963 في ستوكهولم في السويد.

## وصلات خارجية
- مارتن لامبريشت على موقع أوليمبيديا (الإنجليزية)
- مارتن لامبريشت على موقع اللجنة الأولمبية السويدية (السويدية)